# Шут из поља (амерички фудбал)
Шут из поља (енгл. Field goal), такође и филд гол, је један од начина постизања поготка у америчком фудбалу. Најчешће се изводи када нападачки тим не успе да постигне тачдаун. Да би шут из поља био успешан, играч мора да постави лопту на терен, а шутер да је ногом упути кроз гол противника. Филд гол доноси екипи три поена. Удаљеност позиције за филд гол је 17 јарди (10 јарди енд зоне и још 7 јарди у терену од гол линије)